# 松本亨 (経済評論家)
松本 亨（まつもと とおる、1930年5月11日 - 1997年1月7日）は、経済評論家・元日刊投資新聞社社長。株式に関する書籍多数。
宮城県仙台市出身。法政大学卒業。
バブル時代、株価予想で人気を得た。日刊ゲンダイに株式についての連載コーナーを持っていた。ファミコン用ソフト『松本亨の株式必勝学』『松本亨の株式必勝学II』のモデルとなり、監修を務めた。

## 著書
- 秘密の株式作戦 この方法だけが儲かる（ベストセラーズ、1978年）
- 株式作戦・最後の選択 大投機時代に勝利を握る戦略（PHP研究所、1983年）
- 株逆転の知略88 プロも気づかなかった最短の戦法（潮出版社、1984年）
  - 株逆転の知略（潮文庫、1986年）
- 株は心理戦争だ そこまできた大暴落 最後の大相場をどう戦うか（ベストセラーズ、1984年）
- ビューティフル株式戦略（実業之日本社、1985年）
- 私はこうして株価を予測する 銘柄発掘のノウハウ全公開!（講談社、1985年）
- 松本亨のこれを読めば株は儲かる 2週間で株名人になる方法（徳間書店、1986年）
  - これを読めば株は儲かる（徳間文庫、1988年）
- 松本亨の価千金株 この道を歩けば億万長者になれる（ベストセラーズ、1987年）
- 初心こそ株の秘訣 次の人気株をどう発掘するか（祥伝社、1987年）
- 松本亨の株価辞典 わかりやすい全銘柄予測表64年度最新版（徳間書店、1988年）
- 松本亨の株式学校 儲かる方法はこれしかない（サンマーク出版、1988年）
- 新時代の秘密の株式作戦（天山出版、1989年）
- 松本亨の出世株 100万円必勝作戦マンガ（蛮人工房 画、毎日新聞社、1989年）
- 松本亨の金儲け情報の発信基地 激動期の世界情報から日本企業がわかる（イマジニア、1990年）
- 大変化する株 やって来た大投機時代の儲け方（広済堂出版、1990年）
- ズバリよい株・わるい株 イマこそ差がつく銘柄選び!（日本実業出版社、1990年）
- 松本亨の黄金株 これからの株はこうなる（青春出版社、1990年）
- 株この急所だけはのがすな すべてはこれを知ってから（青春出版社、1990年）
- 黄金の外国株 初めて明かす（青春出版社、1990年）
- ズバリよい株・わるい株 1991年版（日本実業出版社、1990年）
- 日本を買う 株・土地・債券…はどうなる（天山出版、1990年）
- 世界は変わる株も変わる これからの株式最強戦略 マンガ株式<必勝>入門part 3（沼田清 画、徳間書店、1991年）
- 松本亨の大逆転株ズバリ100（アイペックプレス、1991年）
- 復活の研究 1992年・株はこうなる 腕力相場は終わった、自由相場が始まる（徳間書店、1991年）